# Greta D'Hondt
Greta D'Hondt (Zele, 4 augustus 1949) is een Belgische voormalige christendemocratische politica voor de CD&V en voormalig nationaal secretaris van het ACV.

## Levensloop
D'Hondt behaalde het diploma sociaal assistente en was van 1969 tot 1995 beroepshalve actief in de christelijke vakbond ACV. Van 1969 tot 1974 was ze verantwoordelijke voor de vrouwen- en jongerenwerking in het gewest Gent, van 1974 tot 1985 propagandist van de Christelijke Centrale der Textiel- en Kledingbewerkers voor het gewest Gent en van 1985 tot 1995 nationaal secretaris van de vakbond.
Ze werd tevens politiek actief voor de christendemocratische partijen CVP en CD&V, waar ze tot de ACW-vleugel behoorde. Voor CVP/CD&V zetelde D'Hondt van 21 mei 1995 tot 15 juni 2007 zetelde ze in de Kamer van volksvertegenwoordigers: van 1995 tot 2003 voor het arrondissement Sint-Niklaas-Dendermonde en van 2003 tot 2007 voor de kieskring Oost-Vlaanderen. Ze groeide uit tot de specialiste van haar partij inzake sociale zekerheid en pensioenen en zetelde van 1995 tot 2007 in de commissie Sociale Zaken en van 2001 tot 2003 in de commissie Financiën en Begroting. Op lokaal politiek niveau was D'Hondt van 2001 tot 2006 gemeenteraadslid en eerste schepen van haar geboortestad Zele. Als schepen was ze bevoegd voor Lokale Economie, Informatie, Informatica en Feestelijkheden.
Na een teleurstellende uitslag bij de gemeenteraadsverkiezingen van oktober 2006, waarbij CD&V in de oppositie van Zele belandde en D'Hondt haar zetel in de gemeenteraad besloot af te staan, kondigde ze op 12 februari 2007 aan dat ze zich niet langer kandidaat voor de federale verkiezing van 2007 zou stellen. Als reden gaf zij op dat het voor politici moeilijker is om electoraal te presteren op basis van dossierkennis, terwijl politici die er goed uitzien of mediatiek sterker staan gemakkelijker stemmen halen voor hun partij.
In 2008 werd D'Hondt als opvolger van Marcel Cloet voorzitter van Welzijnszorg. In 2015 nam oud-CM-voorzitter Marc Justaert de rol van voorzitter van haar over. Ook was ze vanaf 2008 kabinetsmedewerker van minister van Werk Joëlle Milquet (cdH).
Ze werd tevens:
- voorzitter van de Kruispuntbank van de Sociale Zekerheid,
- bestuurder van LijnInvest,
- bestuurder van Auxipar, Arcofin en Arcopar,
- bestuurder van de Participatiemaatschappij Vlaanderen (tot 2019),
- bestuurder van de Broeders van Liefde,
- voorzitter van de vzw Wase-Werkplaats,
- lid van de Federale Adviesraad voor de tewerkstelling van buitenlandse onderdanen.